# 대한민국 상법 제174조
대한민국 상법 제174조는 회사의 합병의 자유와 제한에 대한 상법 회사법의 조문이다. 상법 제3편 회사 제1장 통칙에 포함되어 있으며 모든 회사 간의 합병의 자유(인적회사와 물적회사 간에도 합병이 가능), 합병 후 회사 형태 제한, 및 해산 후 합병 제한을 구체적으로 규정하고 있다.

## 조문
제174조 (회사의 합병) ①회사는 합병을 할 수 있다.

② 합병을 하는 회사의 일방 또는 쌍방이 주식회사, 유한회사 또는 유한책임회사인 경우에는 합병 후 존속하는 회사나 합병으로 설립되는 회사는 주식회사, 유한회사 또는 유한책임회사이어야 한다.

③해산후의 회사는 존립 중의 회사를 존속하는 회사로 하는 경우에 한하여 합병을 할 수 있다.

第174條 (會社의 合倂)①會社는 合倂을 할 수 있다.
② 合倂을 하는 會社의 一方 또는 雙方이 株式會社, 有限會社 또는 有限責任會社인 境遇에는 合倂 후 存續하는 會社나 合倂으로 設立되는 會社는 株式會社, 有限會社 또는 有限責任會社이어야 한다. <개정 2011. 4. 14.>
③解散後의 會社는 存立中의 會社를 存續하는 會社로 하는 境遇에 限하여 合倂을 할 수 있다.

## 사례
- 파인애플 주식회사와 아임파인 유한회사가 합병을 결정하였다. 이 경우 합병 후 새로 생기는 아임 파인애플 주식회사는 합명 합자회사가 될 수 없다.
- 앤드론 그룹은 분식회사로 인해 해산하였다. 앤드론 그룹 회사와 합병하는 앤더손 주식회사는 합병 후 존속회사를 앤드론 그룹으로 할 수 없다.

## 같이 보기
- M&A
- 대한민국 상법 제600조 유한회사와 주식회사의 합병